# Bobby Ross
Pour les articles homonymes, voir Ross.
Pas d'image ? Cliquez ici

a Compétitions nationales et continentales officielles uniquement.

b Matchs officiels uniquement.
Dernière mise à jour le 5 avril 2023.
Bobby Ross, né le 29 août 1969 à Victoria, est un joueur international canadien de rugby à XV.
Sélectionné à 57 reprises, il a notamment participé aux Coupes du monde 1999 et 2003. Considéré comme « l'un des meilleurs joueurs de rugby à avoir jamais joué pour le Canada », Bobby Ross est, avec 419 points inscrits, le troisième meilleur réalisateur de l'histoire de son pays.

## Biographie

### Jeunesse et formation
Robert P. Ross, dit « Bobby Ross », naît le 29 août 1969 à Victoria, en Colombie-Britannique, à l'ouest du Canada.
Jeune, il est très versé dans le sport, jouant au rugby à XV, au basketball et au football au College, ainsi qu'au baseball en dehors de l'école, et obtient de bons résultats dans divers sports. Quand il obtient son diplôme, il est sélectionné dans l'équipe canadienne junior de baseball, avec laquelle il termine troisième aux Mondiaux de 1987.
Tandis qu'il obtient une bourse universitaire de baseball dans l'État de Washington, où il reste un an, il rentre à Victoria où il joue pour l'université de Victoria et devient capitaine de l'équipe du Canada de rugby à XV des moins de 20 ans lors d'une tournée au pays de Galles en 1988.

### Carrière en rugby à XV
Il évolue comme demi d'ouverture au sein de deux clubs basés à Victoria : le Castaway Wanderers RFC puis le James Bay Athletic Association (en), avec qui il remporte six titres insulaires et quatre titres provinciaux. Il joue aussi pour Crimson Tide en juniors puis en seniors, ainsi que pour l'équipe de la Colombie-Britannique.
Bobby Ross est sélectionné à 20 ans pour représenter le Canada pour la première fois le 2 septembre 1989, afin d'affronter une sélection d'Irlande lors de sa tournée estivale en Amérique du Nord. Titularisé au poste de premier centre, il s'incline sur le score de 21 à 24.
En 1995, il fait partie du groupe sélectionné pour la Coupe du monde 1995 qui se dispute en Afrique du Sud, mais ne joue aucun match,.
À l'occasion d'un match contre le pays de Galles en 1997, que le Canada perd de seulement 3 points, Ross inscrit drop de 56 m dès le début du match, puis un essai. Ces performances lui valent d'être recruté par le Cardiff RFC, avec lequel il évolue dans le championnat du pays de Galles et dans la Coupe d'Europe.
Ross se blesse lors de la finale de la finale de coupe du pays de Galles 1997 remportée contre Swansea. Il met fin à sa carrière professionnelle en Europe mais rentre au Canada, où il continue à jouer dans le championnat local et pour sa sélection.
Après 36 sélections, il est appelé pour participer à la Coupe du monde 1999, en Europe. Il joue deux matchs contre la France (défaite 33 - 20 ; il marque 1 pénalité et 1 transformation) et la Namibie (victoire 72 - 11 ; il inscrit 1 essai), mais le Canada finit troisième de sa poule et n'est pas qualifié pour la phase finale de la compétition.

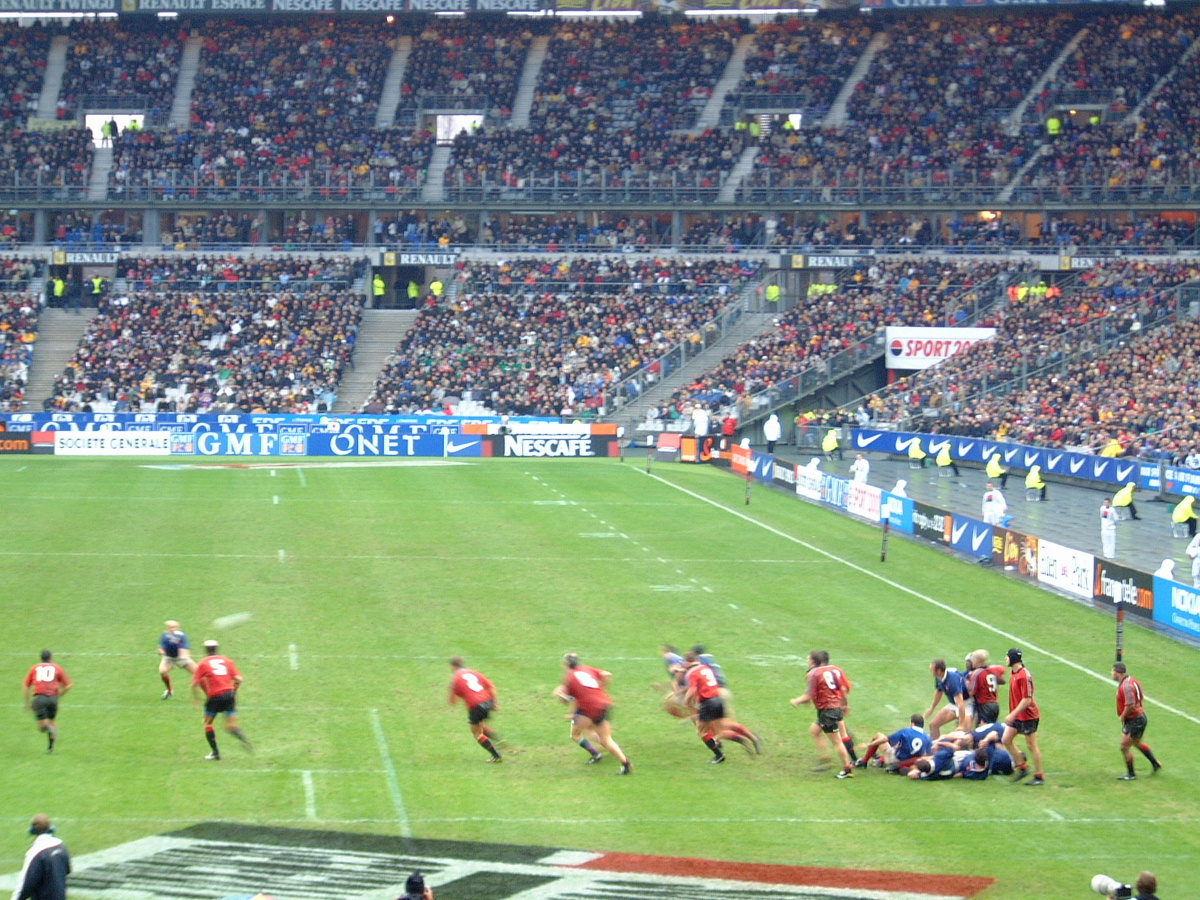
Bobby Ross s'apprête à défendre sur Gérald Merceron lors du match France-Canada de 2002.

Bobby Ross termine sa carrière quatre ans plus tard lors de la Coupe du monde 2003, en Australie. Il joue deux matchs en tant que titulaire : un premier perdu contre le pays de Galles (41 à 10 ; il inscrit 1 drop) et un deuxième gagné contre les Tonga (24 à 7 ; il inscrit 4 pénalités). Le Canada finit quatrième et avant-dernier de sa poule et n'accède pas aux quarts de finale.
Quand il prend sa retraite internationale, il est classé 14e de tous les temps dans le classement international des marqueurs de rugby. Joueur polyvalent, il a occupé les postes de centre, d'ailier et d'arrière, mais a passé la majeure partie de sa carrière au poste d'ouvreur. Considéré comme « l'un des meilleurs joueurs de rugby à avoir jamais joué pour le Canada », Bobby Ross totalise 57 capes dont 40 comme titulaires. Il inscrit 419 points, soit 7 essais, 51 transformations, 84 pénalités et 10 drops, ce qui fait de lui le troisième meilleur réalisateur de l'histoire de son pays,.

### Après-carrière
Robert T. Ross se reconvertit après sa carrière sportive en agent immobilier, créant sa société Bobby Ross Real Estate.
Déjà introduit au British Columbia Rugby Hall of Fame (en), Bobby Ross est introduit en 2020 au Greater Victoria Sports Hall of Fame.